# Nesterowskaja
Nesterowskaja (russisch Нестеровская, inguschisch ГӀажар-Юрт/Ghažar-Jurt) ist eine Staniza in der Republik Inguschetien (Russland) mit 21.937 Einwohnern (Stand 14. Oktober 2010).

## Geographie
Der Ort liegt am Nordrand des Großen Kaukasus am linken Ufer des rechten Sunscha-Nebenflusses Assa bei ihrem Austritt aus ihren engen Gebirgstal, der Assa-Schlucht (Assinskoje-Schlucht) in die leicht zur Sunscha abfallende Vorgebirgsebene. Nesterowskaja gehört zum Rajon Sunschenski und liegt gut 10 Kilometer südlich von dessen Verwaltungszentrum Sunscha, sowie gut 20 Kilometer nordöstlich der Großstadt Nasran und der neuen inguschetischen Hauptstadt Magas. Zwischen letzteren und Nesterowskaja erstreckt sich ein gut 800 m hoher, bewaldeter Ausläufer der Randberge des Kaukasus nach Norden.

## Geschichte
In der Umgebung der strategisch bedeutenden Lage der heutigen Staniza wurden bei archäologischen Untersuchungen bis vermutlich ins 12. Jahrhundert zurückreichende Siedlungsspuren entdeckt. Zum Zeitpunkt der russischen Eroberung des Kaukasus im 19. Jahrhundert befand sich dort das inguschische Dorf Ghažar-Jurt (auch Ghažarij-Jurt), benannt nach seinem Gründer Ghažar-Kant.
Im Juni 1845 wurde der Aul durch russische Truppen unter Oberst Nesterow zerstört. Während dieser Zeit in den 1840er-Jahren war der Ausbau der Sunscha-Linie  im Gange, Teil der Kaukasischen Verteidigungslinie zum Schutze der bereits russisch dominierten Kaukasusgebiete vor Angriffen der Gebirgsvölker. Die nach der Zerstörung verbliebenen Bewohner siedelten in Bergdörfer um und 1847 entstand an Stelle des zerstörten Dorfes und unweit eines bereits 1842 errichteten befestigten Postens der russischen Truppen eine Staniza der Terekkosaken, die nach Nesterow benannt wurde (nach anderen Angaben bestand der Posten ab 1845 und die Staniza wurde erst 1861 gegründet). Nesterowskaja war ab diesem Zeitpunkt bis Ende der 1970er-Jahre eine mehrheitlich von Russen bewohnte Siedlung, wenngleich der russische Bevölkerungsanteil ab Ende der 1950er-Jahre aufgrund des Zuzugs von Inguschen und Tschetschenen sank. Anfang der 1980er-Jahre gerieten die verbliebenen Russen auch darum in die Minderheit, weil immer mehr von ihnen die Region wegen wachsender ethnischer Konflikte verließen. Im Verlauf der 1990er-Jahre verließ wegen der Tschetschenienkriege praktisch die gesamte noch verbliebene russische Bevölkerung den Ort.
Die Einwohnerzahl nahm gleichzeitig durch inguschische Flüchtlinge nach der Trennung Inguschetiens und Tschetscheniens sowie während der Kriege um das Mehrfache zu. In der Umgebung der unweit der Grenze zu Tschetschenien gelegenen Staniza kam es immer wieder zu Aktionen der Separatisten, sodass sie wiederholt zum Gebiet der „Durchführung antiterroristischer Aktionen“ erklärt wurde, was der Verhängung des Ausnahmezustandes gleichkommt, so im Oktober 2009.

### Bevölkerungsentwicklung
| Jahr | Einwohner |
| ---- | --------- |
| 1959 | 6.350     |
| 1979 | 6.102     |
| 2002 | 17.389    |
| 2010 | 21.937    |

Anmerkung: Volkszählungsdaten

## Wirtschaft und Infrastruktur
Hauptwirtschaftszweig ist die Landwirtschaft. Daneben gibt es eine Ziegelei. Ein kleines Wasserkraftwerk (Nesterowskaja GES) an der Assa mit einer jährlichen Kapazität von 13 Mio. kWh ist infolge der Tschetschenienkriege beschädigt und außer Betrieb. Das von intakten Damm gestaute Wasser wird jedoch für die Bewässerung genutzt.
Die Fernstraße R217, die von Pawlowskaja in der Region Krasnodar entlang dem Kaukasusnordrand zur aserbaidschanischen Grenze verläuft, führt etwa fünf Kilometer nördlich der Staniza vorbei. Von dort führt eine Straße über Nesterowskaja die Assa aufwärts in den südlichen Teil der Republik Inguschetien. Jenseits der R217 liegt das Rajonverwaltungszentrum Sunscha mit der nächstgelegenen Bahnstation Slepzowskaja an der Eisenbahnstrecke Beslan – Grosny – Gudermes (in Richtung Grosny seit den Tschetschenienkriegen außer Betrieb).

## Söhne und Töchter von Nesterowskaja
- Mussa Jewlojew (* 1993), Ringer